# VAW-110
110ème Escadron de commandement et de contrôle aéroporté
Le Carrier Airborne Early Warning Squadron 110 (CARAEWRON 110 ou VAW-110), connu sous le nom de "Firebirds", était un escadron d'entraînement de l'US Navy sur le E-2 Hawkeye. Il a été créé le 20 avril 1967 sur la Naval Air Station North Island, puis basé au NAS Miramar en Californie et dissous le 30 septembre 1994.

## Historique

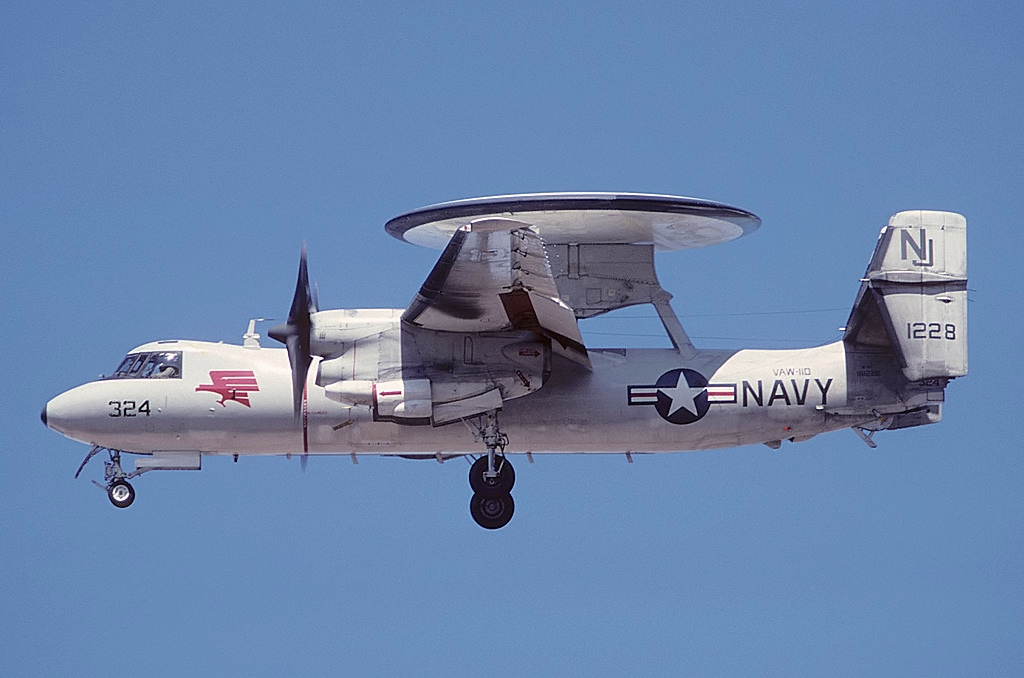
E-2C Hawkeye du VAW-110 en 1989

L'escadron a été créé sous le nom de Replacement Airborne Early Warning Squadron 110 (RVAW-110), qui avait été formé lorsque le VAW-11 a été divisé en six escadrons distincts. En dépit de son rôle principal dans la formation, le RVAW-110 a acquis des compétences opérationnelles grâce à des déploiements à bord des porte-avions USS Oriskany (CV-34), USS Franklin D. Roosevelt (CV-42), et USS Coral Sea (CV-43) au cours la guerre du Vietnam. 
Le RVAW-110 a été redésigné VAW-110 le 1er mai 1983.
Après plus de 27 ans de service sous deux désignations, le VAW-110 a été dissous le 30 septembre 1994. Ses fonctions ont été assumées par le VAW-120 "Greyhawks".